# Japan i olympiska sommarspelen 2012
Japan deltog i de olympiska sommarspelen 2012 som ägde rum i London i Storbritannien mellan den 27 juli och den 12 augusti 2012.

## Medaljörer
| Medalj | Namn                                                                   | Sport         | Gren                             |
| ------ | ---------------------------------------------------------------------- | ------------- | -------------------------------- |
| Guld   | Ryōta Murata                                                           | Boxning       | Herrarnas mellanvikt             |
| Guld   | Hitomi Obara                                                           | Brottning     | Damernas 48 kg                   |
| Guld   | Saori Yoshida                                                          | Brottning     | Damernas 55 kg                   |
| Guld   | Kaori Icho                                                             | Brottning     | Damernas 63 kg                   |
| Guld   | Tatsuhiro Yonemitsu                                                    | Brottning     | Herrarnas 66 kg                  |
| Guld   | Kōhei Uchimura                                                         | Gymnastik     | Herrarnas ind. mångkamp          |
| Guld   | Kaori Matsumoto                                                        | Judo          | Damernas 57 kg                   |
| Silver | Mizuki Fujii Reika Kakiiwa                                             | Badminton     | Damdubbel                        |
| Silver | Ai Fukuhara Sayaka Hirano Kasumi Ishikawa                              | Bordtennis    | Damernas lagtävling              |
| Silver | Takaharu Furukawa                                                      | Bågskytte     | Herrarnas individuella           |
| Silver | Japans damlandslag i fotboll                                           | Fotboll       | Damernas turnering               |
| Silver | Suguru Awaji Kenta Chida Ryō Miyake Yūki Ōta                           | Fäktning      | Herrarnas florett, lag           |
| Silver | Kōhei Uchimura                                                         | Gymnastik     | Herrarnas fristående             |
| Silver | Ryohei Kato Kazuhito Tanaka Yūsuke Tanaka Kōhei Uchimura Koji Yamamuro | Gymnastik     | Herrarnas mångkamp, lag          |
| Silver | Mika Sugimoto                                                          | Judo          | Damernas +78 kg                  |
| Silver | Hiroaki Hiraoka                                                        | Judo          | Herrarnas 60 kg                  |
| Silver | Riki Nakaya                                                            | Judo          | Herrarnas 73 kg                  |
| Silver | Satomi Suzuki                                                          | Simning       | Damernas 200 m bröstsim          |
| Silver | Ryosuke Irie                                                           | Simning       | Herrarnas 200 m ryggsim          |
| Silver | Ryosuke Irie Kosuke Kitajima Takeshi Matsuda Takuro Fujii              | Simning       | Herrarnas 4×100 m medley         |
| Silver | Hiromi Miyake                                                          | Tyngdlyftning | Damernas 48 kg                   |
| Brons  | Satoshi Shimizu                                                        | Boxning       | Herrarnas 56 kg                  |
| Brons  | Shinichi Yumoto                                                        | Brottning     | Herrarnas 55 kg, fristil         |
| Brons  | Ryutaro Matsumoto                                                      | Brottning     | Herrarnas 60 kg, grekisk-romersk |
| Brons  | Kaori Kawanaka Ren Hayakawa Miki Kanie                                 | Bågskytte     | Damer lag                        |
| Brons  | Koji Murofushi                                                         | Friidrott     | Herrarnas släggkastning          |
| Brons  | Yoshie Ueno                                                            | Judo          | Damernas 63 kg                   |
| Brons  | Masashi Ebinuma                                                        | Judo          | Herrarnas 66 kg                  |
| Brons  | Masashi Nishiyama                                                      | Judo          | Herrarnas 90 kg                  |
| Brons  | Aya Terakawa                                                           | Simning       | Damernas 100 m ryggsim           |
| Brons  | Satomi Suzuki                                                          | Simning       | Damernas 100 m bröstsim          |
| Brons  | Natsumi Hoshi                                                          | Simning       | Damernas 200 m fjärilsim         |
| Brons  | Aya Terakawa Satomi Suzuki Yuka Kato Haruka Ueda                       | Simning       | Damernas 4×100 m medley          |
| Brons  | Ryosuke Irie                                                           | Simning       | Herrarnas 100 m ryggsim          |
| Brons  | Ryo Tateishi                                                           | Simning       | Herrarnas 200 m bröstsim         |
| Brons  | Takeshi Matsuda                                                        | Simning       | Herrarnas 200 m fjärilsim        |
| Brons  | Kosuke Hagino                                                          | Simning       | Herrarnas 400 m medley           |
| Brons  | Japans damlandslag i volleyboll                                        | Volleyboll    | Damernas turnering               |

## Badminton
Herrar
| Tävlande                 | Gren       | Gruppspel                              | Gruppspel                               | Gruppspel                           | Gruppspel | Utslagning                  | Kvartsfinal                       | Semifinal            | Final                | Final            |
| Tävlande                 | Gren       | Motståndare Resultat                   | Motståndare Resultat                    | Motståndare Resultat                | Placering | Motståndare Resultat        | Motståndare Resultat              | Motståndare Resultat | Motståndare Resultat | Placering        |
| ------------------------ | ---------- | -------------------------------------- | --------------------------------------- | ----------------------------------- | --------- | --------------------------- | --------------------------------- | -------------------- | -------------------- | ---------------- |
| Sho Sasaki               | Singel     | Soeroredjo (SUR) W 21–12, 21–7         | i.u.                                    | i.u.                                | 1 Q       | Cordón (GUA) W 23–21, 21–10 | Lin D (CHN) L 12–21, 21–16, 16–21 | Gick inte vidare     | Gick inte vidare     | Gick inte vidare |
| Kenichi Tago             | Singel     | Karunaratne (SRI) L 18–21, 16–21       | i.u.                                    | i.u.                                | 2         | Gick inte vidare            | Gick inte vidare                  | Gick inte vidare     | Gick inte vidare     | Gick inte vidare |
| Naoki Kawamae Shoji Sato | Herrdubbel | Koo K K / Tan B H (MAS) L 12–21, 14–21 | Jung J-s / Lee Y-d (KOR) L 21–16, 21–15 | Bach / Gunawan (USA) W 21–15, 21–15 | 3         | i.u.                        | Gick inte vidare                  | Gick inte vidare     | Gick inte vidare     | Gick inte vidare |

Damer
| Tävlande                     | Gren   | Gruppspel                             | Gruppspel                                  | Gruppspel                                   | Gruppspel | Utslagning              | Kvartsfinal                          | Semifinal                              | Final                                 | Final            |
| Tävlande                     | Gren   | Motståndare Resultat                  | Motståndare Resultat                       | Motståndare Resultat                        | Placering | Motståndare Resultat    | Motståndare Resultat                 | Motståndare Resultat                   | Motståndare Resultat                  | Placering        |
| ---------------------------- | ------ | ------------------------------------- | ------------------------------------------ | ------------------------------------------- | --------- | ----------------------- | ------------------------------------ | -------------------------------------- | ------------------------------------- | ---------------- |
| Sayaka Sato                  | Singel | Egelstaff (GBR) W 18–21, 21–16, 21-12 | Tvrdy (SLO) W 22–20, 21–18                 | i.u.                                        | 1 Q       | Baun (DEN) W 15 ret.–14 | Retired                              | Retired                                | Retired                               | Retired          |
| Mizuki Fujii Reika Kakiiwa   | Dubbel | Gutta / Ponnappa (IND) W 21–16, 21–18 | Cheng W-h / Chien Y-c (TPE) L 19–21, 11–21 | Sari / Yao L (SIN) W 16–21, 21–10, 21–19    | 2 Q       | i.u.                    | Juhl / Pedersen (DEN) W 22–20, 21–10 | Bruce / Li (CAN) W 21–12, 19–21, 21–13 | Tian Q / Zhao Yl (CHN) L 10–21, 23–25 | 2                |
| Miyuki Maeda Satoko Suetsuna | Dubbel | Tian Q / Zhao Yl (CHN) L 16–21, 17–21 | Poon L Y / Tse Y S (HKG) W 21–15, 21–19    | Pedersen / Juhl (DEN) W 18–21, 21–14, 21–18 | 3         | i.u.                    | Gick inte vidare                     | Gick inte vidare                       | Gick inte vidare                      | Gick inte vidare |

Mixed
| Tävlande                    | Gren  | Gruppspel                                       | Gruppspel                                   | Gruppspel                            | Gruppspel | Utslagning           | Kvartsfinal          | Semifinal            | Final                | Final     |
| Tävlande                    | Gren  | Motståndare Resultat                            | Motståndare Resultat                        | Motståndare Resultat                 | Placering | Motståndare Resultat | Motståndare Resultat | Motståndare Resultat | Motståndare Resultat | Placering |
| --------------------------- | ----- | ----------------------------------------------- | ------------------------------------------- | ------------------------------------ | --------- | -------------------- | -------------------- | -------------------- | -------------------- | --------- |
| Shintaro Ikeda Reiko Shiota | Mixed | Fischer Nielsen / Pedersen (DEN) L 11–21, 10–21 | Mateusiak / Kostiuczyk (POL) L 18–21, 20–22 | Ng / Gao (CAN) W 21–10, 11–21, 21–15 | 3         | Gick inte vidare     | Gick inte vidare     | Gick inte vidare     | Gick inte vidare     |           |

## Bordtennis
Japan har kvalificerat 3 herrar och 3 damer.
Herrar
| Tävlande                               | Gren   | Grundomgång          | Omgång 1             | Omgång 2             | Omgång 3             | Omgång 4             | Kvartsfinal          | Semifinal            | Final                | Final            |
| Tävlande                               | Gren   | Motståndare Resultat | Motståndare Resultat | Motståndare Resultat | Motståndare Resultat | Motståndare Resultat | Motståndare Resultat | Motståndare Resultat | Motståndare Resultat | Plats            |
| -------------------------------------- | ------ | -------------------- | -------------------- | -------------------- | -------------------- | -------------------- | -------------------- | -------------------- | -------------------- | ---------------- |
| Seiya Kishikawa                        | Singel | BYE                  | BYE                  | BYE                  | Gionis (GRE) W (4–3) | Oh S-e (KOR) W (4–1) | Wang H (CHN) L (0–4) | Gick inte vidare     | Gick inte vidare     | Gick inte vidare |
| Jun Mizutani                           | Singel | BYE                  | BYE                  | BYE                  | Lashin (EGY) W (4–1) | Maze (DEN) L (0–4)   | Gick inte vidare     | Gick inte vidare     | Gick inte vidare     | Gick inte vidare |
| Seiya Kishikawa Jun Mizutani Koki Niwa | Lag    | i.u.                 | i.u.                 | i.u.                 | i.u.                 | Kanada W (3–0)       | Hongkong L (2–3)     | Gick inte vidare     | Gick inte vidare     | Gick inte vidare |

Damer
| Tävlande                                  | Gren   | Grundomgång          | Omgång 1             | Omgång 2             | Omgång 3                  | Omgång 4             | Kvartsfinal           | Semifinal            | Final                 | Final            |
| Tävlande                                  | Gren   | Motståndare Resultat | Motståndare Resultat | Motståndare Resultat | Motståndare Resultat      | Motståndare Resultat | Motståndare Resultat  | Motståndare Resultat | Motståndare Resultat  | Plats            |
| ----------------------------------------- | ------ | -------------------- | -------------------- | -------------------- | ------------------------- | -------------------- | --------------------- | -------------------- | --------------------- | ---------------- |
| Ai Fukuhara                               | Singel | BYE                  | BYE                  | BYE                  | Tichomirova (RUS) W (4–0) | Li J (NED) W (4–3)   | Ding N (CHN) L (0–4)  | Gick inte vidare     | Gick inte vidare      | Gick inte vidare |
| Kasumi Ishikawa                           | Singel | BYE                  | BYE                  | BYE                  | Li Qb (AUT) W (4–2)       | Li Q (POL) W (4–1)   | Wang Yg (SIN) W (4–1) | Li Xx (CHN) L (1–4)  | Feng Tw (SIN) L (0–4) | 4                |
| Ai Fukuhara Sayaka Hirano Kasumi Ishikawa | Lag    | i.u.                 | i.u.                 | i.u.                 | i.u.                      | USA W (3–0)          | Tyskland W (3–0)      | Singapore W (3–0)    | Kina L (0–3)          | 2                |

## Boxning
Herrar
| Tävlande        | Gren       | Sextondelsfinal       | Åttondelsfinal        | Kvartsfinal           | Semifinal              | Final                  | Final            |
| Tävlande        | Gren       | Motståndare Resultat  | Motståndare Resultat  | Motståndare Resultat  | Motståndare Resultat   | Motståndare Resultat   | Plats            |
| --------------- | ---------- | --------------------- | --------------------- | --------------------- | ---------------------- | ---------------------- | ---------------- |
| Katsuaki Susa   | Flugvikt   | Ramirez (CUB) L 14–13 | Gick inte vidare      | Gick inte vidare      | Gick inte vidare       | Gick inte vidare       | Gick inte vidare |
| Satoshi Shimizu | Bantamvikt | Dogboe (GHA) W 10–9   | Abdulhamidov (AZE) W  | Ouadahi (ALG) W 17–15 | Campbell (GBR) L 11–20 | Gick inte vidare       | 3                |
| Yasuhiro Suzuki | Weltervikt | Khalsi (MAR) W 14–13  | Sapiyev (KAZ) L 25–11 | Gick inte vidare      | Gick inte vidare       | Gick inte vidare       | Gick inte vidare |
| Ryota Murata    | Mellanvikt | BYE                   | Rahou (ALG) W 21–12   | Kılıççı (TUR) W 17–13 | Atoev (UZB) W 13–12    | E Falcão (BRA) W 14–13 | 1                |

## Brottning
Herrar, fristil
| Tävlande            | Gren   | Kvalifikation          | Åttondelsfinal       | Kvartsfinal          | Semifinal                   | Återkval 1           | Återkval 2             | Final                | Final |
| Tävlande            | Gren   | Motståndare Resultat   | Motståndare Resultat | Motståndare Resultat | Motståndare Resultat        | Motståndare Resultat | Motståndare Resultat   | Motståndare Resultat | Plats |
| ------------------- | ------ | ---------------------- | -------------------- | -------------------- | --------------------------- | -------------------- | ---------------------- | -------------------- | ----- |
| Shinichi Yumoto     | -55 kg | BYE                    | Kim J-C (KOR) W 3–1  | Jaburyan (ARM) W 3–0 | Khinchegashvili (GEO) L 1–3 | BYE                  | BYE                    | Velikov (BUL) W 3–1  | 3     |
| Kenichi Yumoto      | -60 kg | BYE                    | Bonne (CUB) W 3–1    | Asgarov (AZE) L 1–3  | Gick inte vidare            | BYE                  | Schleicher (GER) W 3–1 | Scott (USA) L 1–3    | 5     |
| Tatsuhiro Yonemitsu | -66 kg | BYE                    | L López (CUB) W 3–1  | Garcia (CAN) W 3–1   | Hasanov (AZE) W 3–0         | BYE                  | BYE                    | Kumar (IND) W 3–0    | 1     |
| Sosuke Takatani     | -74 kg | Aliyev (AZE) L 0–3     | Gick inte vidare     | Gick inte vidare     | Gick inte vidare            | Gick inte vidare     | Gick inte vidare       | Gick inte vidare     | 16    |
| Takao Isokawa       | -96 kg | Tuamoheloa (ASA) W 5–0 | Musaev (KGZ) L 1–3   | Gick inte vidare     | Gick inte vidare            | Gick inte vidare     | Gick inte vidare       | Gick inte vidare     | 8     |

Herrar, grekisk-romersk stil
| Tävlande          | Gren   | Kvalifikation        | Åttondelsfinal       | Kvartsfinal           | Semifinal            | Återkval 1           | Återkval 2           | Final                  | Final |
| Tävlande          | Gren   | Motståndare Resultat | Motståndare Resultat | Motståndare Resultat  | Motståndare Resultat | Motståndare Resultat | Motståndare Resultat | Motståndare Resultat   | Plats |
| ----------------- | ------ | -------------------- | -------------------- | --------------------- | -------------------- | -------------------- | -------------------- | ---------------------- | ----- |
| Kohei Hasegawa    | -55 kg | BYE                  | Tazhyieu (BLR) W 3–0 | Nyblom (DEN) L 0–3    | Gick inte vidare     | Gick inte vidare     | Gick inte vidare     | Gick inte vidare       | 10    |
| Ryutaro Matsumoto | -60 kg | BYE                  | Bilici (TUR) W 3–0   | Belmadani (FRA) W 3–0 | Norouzi (IRI) L 1–3  | BYE                  | BYE                  | Kebispayev (KAZ) W 3–1 | 3     |
| Tsutomu Fujimura  | -66 kg | BYE                  | Lester (USA) L 0–3   | Gick inte vidare      | Gick inte vidare     | Gick inte vidare     | Gick inte vidare     | Gick inte vidare       | 13    |
| Norikatsu Saikawa | -96 kg | BYE                  | Lidberg (SWE) L 0–3  | Gick inte vidare      | Gick inte vidare     | Gick inte vidare     | Gick inte vidare     | Gick inte vidare       | 17    |

Damer, fristil
| Tävlande        | Gren   | Kvalifikation        | Åttondelsfinal        | Kvartsfinal           | Semifinal              | Återkval 1           | Återkval 2           | Final                | Final |
| Tävlande        | Gren   | Motståndare Resultat | Motståndare Resultat  | Motståndare Resultat  | Motståndare Resultat   | Motståndare Resultat | Motståndare Resultat | Motståndare Resultat | Plats |
| --------------- | ------ | -------------------- | --------------------- | --------------------- | ---------------------- | -------------------- | -------------------- | -------------------- | ----- |
| Hitomi Obara    | -48 kg | BYE                  | Mezien (TUN) W 5–0    | Sambou (SEN) W 3–0    | Huynh (CAN) W 3–0      | BYE                  | BYE                  | Stadnik (AZE) W 3–1  | 1     |
| Saori Yoshida   | -55 kg | BYE                  | Campbell (USA) W 3–0  | Ratkevich (AZE) W 3–0 | Zhobolova (RUS) W 3-0  | BYE                  | BYE                  | Verbeek (CAN) W 3-0  | 1     |
| Kaori Icho      | -63 kg | BYE                  | Dugrenier (CAN) W 3–0 | Johansson (SWE) W 3–0 | Battsetseg (MGL) W 3–0 | BYE                  | BYE                  | Jing Rx (CHN) W 3–0  | 1     |
| Kyoko Hamaguchi | -72 kg | BYE                  | Manyurova (KAZ) L 1–3 | Gick inte vidare      | Gick inte vidare       | Gick inte vidare     | Gick inte vidare     | Gick inte vidare     | 11    |

## Bågskytte
Herrar
| Tävlande                                   | Gren         | Rankningsrunda | Rankningsrunda | 32-delsfinal             | 16-delsfinal             | 8-delsfinal                     | Kvartsfinal              | Semifinal                    | Final                | Final            |
| Tävlande                                   | Gren         | Poäng          | Seed           | Motståndare Resultat     | Motståndare Resultat     | Motståndare Resultat            | Motståndare Resultat     | Motståndare Resultat         | Motståndare Resultat | Plats            |
| ------------------------------------------ | ------------ | -------------- | -------------- | ------------------------ | ------------------------ | ------------------------------- | ------------------------ | ---------------------------- | -------------------- | ---------------- |
| Takaharu Furukawa                          | Individuellt | 679            | 5              | Lee K W (HKG) (60) W 6–4 | Hratjov (UKR) (28) W 6–4 | Nesteng (NOR) (21) W 6–2        | Mohamad (MAS) (20) W 6–2 | van der Ven (NED) (16) W 6–5 | Oh (KOR) (3) L 1–7   | 2                |
| Yu Ishizu                                  | Individuellt | 671            | 15             | Terry (GBR) (50) L 1–7   | Gick inte vidare         | Gick inte vidare                | Gick inte vidare         | Gick inte vidare             | Gick inte vidare     | Gick inte vidare |
| Hideki Kikuchi                             | Individuellt | 659            | 44             | Nesteng (NOR) (21) L 5–6 | Gick inte vidare         | Gick inte vidare                | Gick inte vidare         | Gick inte vidare             | Gick inte vidare     | Gick inte vidare |
| Takaharu Furukawa Yu Ishizu Hideki Kikuchi | Lag          | 2009           | 5              | i.u.                     | i.u.                     | Indien (12) W 214 (29)–214 (27) | USA (4) L 219–220        | Gick inte vidare             | Gick inte vidare     | Gick inte vidare |

Damer
| Tävlande                               | Gren         | Rankningsrunda | Rankningsrunda | 32-delsfinal               | 16-delsfinal               | 8-delsfinal            | Kvartsfinal          | Semifinal            | Final                | Final            |
| Tävlande                               | Gren         | Poäng          | Seed           | Motståndare Resultat       | Motståndare Resultat       | Motståndare Resultat   | Motståndare Resultat | Motståndare Resultat | Motståndare Resultat | Plats            |
| -------------------------------------- | ------------ | -------------- | -------------- | -------------------------- | -------------------------- | ---------------------- | -------------------- | -------------------- | -------------------- | ---------------- |
| Ren Hayakawa                           | Individuellt | 654            | 16             | Bjerendal (SWE) (49) W 6–4 | Stepanova (RUS) (17) W 7–3 | Ki B-b (KOR) (1) L 0–6 | Gick inte vidare     | Gick inte vidare     | Gick inte vidare     | Gick inte vidare |
| Miki Kanie                             | Individuellt | 665            | 6              | Dorochova (UKR) (59) W 7–1 | Xu J (CHN) (27) W 6–0      | Román (MEX) (11) L 3–7 | Gick inte vidare     | Gick inte vidare     | Gick inte vidare     | Gick inte vidare |
| Kaori Kawanaka                         | Individuellt | 646            | 28             |                            |                            |                        |                      |                      |                      |                  |
| Ren Hayakawa Miki Kanie Kaori Kawanaka | Lag          | 1965           | 5              | i.u.                       | i.u.                       | Ukraina (12)           | Mexiko (4)           | Sydkorea (1)         | Ryssland (6)         | 3                |

## Cykling

### Landsväg
| Tävlande        | Gren                | Tid             | Placering       |
| --------------- | ------------------- | --------------- | --------------- |
| Yukiya Arashiro | Herrarnas linjelopp | 5:46:37         | 48              |
| Fumiyuki Beppu  | Herrarnas linjelopp | 5:46:05         | 22              |
| Fumiyuki Beppu  | Herrarnas tempolopp | 55:40.64        | 24              |
| Mayuko Hagiwara | Damernas linjelopp  | Fullföljde inte | Fullföljde inte |

### Bana
Sprint
| Seiichiro Nakagawa                               | Herrarnas sprint    | 10.144 70.977 | 7   | Watkins (USA) L | Zielinski (POL) W 10.792 66.716 | Baugé (FRA) L    | Canelón (VEN) Awang (MAS) L | Gick inte vidare               | Gick inte vidare | 9:e plats-final Kelemen (CZE) Esterhuizen (RSA) Canelón (VEN) W 10.950 | 9                |
| Seiichiro Nakagawa Yudai Nitta Kazunari Watanabe | Herrarnas lagsprint | 44.324 60.915 | 8 Q | i.u.            | i.u.                            | i.u.             | i.u.                        | Storbritannien L 43.964 61.413 | i.u.             | Gick inte vidare                                                       | 8                |
| Kayono Maeda                                     | Damernas sprint     | 11.600 62.068 | 17  | Meares (AUS) L  | Sullivan (CAN) Lee H-j (KOR) L  | Gick inte vidare | Gick inte vidare            | Gick inte vidare               | Gick inte vidare | Gick inte vidare                                                       | Gick inte vidare |

Keirin
| Tävlande          | Gren             | 1:a omgången | Uppsamling | 2:a omgången | Final     |
| Tävlande          | Gren             | Placering    | Placering  | Placering    | Placering |
| ----------------- | ---------------- | ------------ | ---------- | ------------ | --------- |
| Kazunari Watanabe | Herrarnas keirin | 6 R          | 1 Q        | 6            | 11        |

### Mountainbike
| Tävlande       | Gren                   | Tid     | Placering |
| -------------- | ---------------------- | ------- | --------- |
| Kohei Yamamoto | Herrarnas mountainbike | 1:35:26 | 27        |
| Rie Katayama   | Damernas mountainbike  | 1:38:26 | 20        |

## Fotboll
Japan har kvalificerat sig för herrarnas och damernas turneringar. Herrarna spelar i grupp D, mot Spanien, Honduras och Marocko. Damerna spelar i grupp F, mot Kanada, Sverige och Sydafrika.

### Herrarnas turnering
Tränare: Takashi Sekizuka
| Nr | Pos. | Namn              | Födelsedatum (ålder)      | Matcher | Mål |               | Klubb                    |
| -- | ---- | ----------------- | ------------------------- | ------- | --- | ------------- | ------------------------ |
| 1  | MV   | Shuichi Gonda     | 3 mars 1989 (23 år)       |         |     | Japan         | FC Tokyo                 |
| 2  | F    | Yuhei Tokunaga*   | 25 september 1983 (28 år) |         |     | Japan         | FC Tokyo                 |
| 3  | MF   | Takahiro Ogihara  | 5 oktober 1991 (20 år)    |         |     | Japan         | Cerezo Osaka             |
| 4  | F    | Hiroki Sakai      | 12 april 1990 (22 år)     |         |     | Tyskland      | Hannover 96              |
| 5  | F    | Maya Yoshida*     | 24 augusti 1988 (23 år)   |         |     | Nederländerna | VVV-Venlo                |
| 6  | MF   | Taisuke Muramatsu | 16 december 1989 (22 år)  |         |     | Japan         | Shimizu S-Pulse          |
| 7  | A    | Yuki Otsu         | 24 mars 1990 (22 år)      |         |     | Tyskland      | Borussia Mönchengladbach |
| 8  | F    | Kazuya Yamamura   | 2 december 1989 (22 år)   |         |     | Japan         | Kashima Antlers          |
| 9  | A    | Kenyu Sugimoto    | 18 november 1992 (19 år)  |         |     | Japan         | Tokyo Verdy              |
| 10 | MF   | Keigo Higashi     | 20 juli 1990 (22 år)      |         |     | Japan         | Omiya Ardija             |
| 11 | A    | Kensuke Nagai     | 5 mars 1989 (23 år)       |         |     | Japan         | Nagoya Grampus           |
| 12 | F    | Gotoku Sakai      | 14 mars 1991 (21 år)      |         |     | Tyskland      | Stuttgart                |
| 13 | F    | Daisuke Suzuki    | 29 januari 1990 (22 år)   |         |     | Japan         | Albirex Niigata          |
| 14 | MF   | Takashi Usami     | 6 maj 1992 (20 år)        |         |     | Tyskland      | Hoffenheim               |
| 15 | A    | Manabu Saito      | 4 april 1990 (22 år)      |         |     | Japan         | Yokohama F Marinos       |
| 16 | MF   | Hotaru Yamaguchi  | 6 oktober 1990 (21 år)    |         |     | Japan         | Cerezo Osaka             |
| 17 | MF   | Hiroshi Kiyotake  | 12 november 1989 (22 år)  |         |     | Tyskland      | Nürnberg                 |
| 18 | MV   | Shunsuke Ando     | 10 augusti 1990 (21 år)   |         |     | Japan         | Kawasaki Frontale        |

Gruppspel
| Nr | Lag      | S | V | O | F | GM | IM | MS | P |
| -- | -------- | - | - | - | - | -- | -- | -- | - |
| 1  | Japan    | 3 | 2 | 1 | 0 | 2  | 0  | +2 | 7 |
| 2  | Honduras | 3 | 1 | 2 | 0 | 3  | 2  | +1 | 5 |
| 3  | Marocko  | 3 | 0 | 2 | 1 | 2  | 3  | −1 | 2 |
| 4  | Spanien  | 3 | 0 | 1 | 2 | 0  | 2  | −2 | 1 |

| 1 | 26 juli, 12:00 | Spanien U23 | 0 – 1 | Japan U23 | Hampden Park, Glasgow |  |
|   |                |             |       |           |                       |  |
|   |                |             |       |           |                       |  |
|   |                |             |       |           |                       |  |

| 15 | 29 juli, 17:00 | Japan U23 | 1 – 0 | Marocko U23 | St James' Park, Newcastle |  |
|    |                |           |       |             |                           |  |
|    |                |           |       |             |                           |  |
|    |                |           |       |             |                           |  |

| 19 | 1 augusti, 17:00 | Japan U23 | 0 – 0 | Honduras U23 | City of Coventry Stadium |  |
|    |                  |           |       |              |                          |  |
|    |                  |           |       |              |                          |  |
|    |                  |           |       |              |                          |  |

Slutspel
| 25 | 4 augusti, 12:00 | Japan U23 | 3 – 0 | Egypten U23 | Old Trafford, Manchester |  |
|    |                  |           |       |             |                          |  |
|    |                  |           |       |             |                          |  |
|    |                  |           |       |             |                          |  |

| 29 | 7 augusti, 17:00 | Mexiko U23 | 3 – 1 | Japan U23 | Wembley Stadium, London |  |
|    |                  |            |       |           |                         |  |
|    |                  |            |       |           |                         |  |
|    |                  |            |       |           |                         |  |

| 31 | 10 augusti, 19:45 | Sydkorea U23 | 2 – 0 | Japan U23 | Millennium Stadium, Cardiff |  |
|    |                   |              |       |           |                             |  |
|    |                   |              |       |           |                             |  |
|    |                   |              |       |           |                             |  |

### Damernas turnering
Coach: Norio Sasaki
| Nr | Pos. | Namn             | Födelsedatum (ålder)      | Matcher | Mål |          | Klubb                         |
| -- | ---- | ---------------- | ------------------------- | ------- | --- | -------- | ----------------------------- |
| 1  | MV   | Miho Fukumoto    | 2 oktober 1983 (28 år)    | 60      | 0   | Japan    | Okayama Yunogo Belle          |
| 2  | F    | Yukari Kinga     | 2 maj 1984 (28 år)        | 79      | 5   | Japan    | INAC Leonessa                 |
| 3  | F    | Azusa Iwashimizu | 14 oktober 1986 (25 år)   | 77      | 8   | Japan    | NTV Beleza                    |
| 4  | F    | Saki Kumagai     | 17 oktober 1990 (21 år)   | 41      | 0   | Tyskland | 1. FFC Frankfurt              |
| 5  | F    | Aya Sameshima    | 16 juni 1987 (25 år)      | 45      | 2   | Japan    | Vegalta Sendai                |
| 6  | MF   | Mizuho Sakaguchi | 15 oktober 1987 (24 år)   | 53      | 16  | Japan    | NTV Beleza                    |
| 7  | A    | Kozue Ando       | 9 juli 1982 (30 år)       | 103     | 17  | Tyskland | FCR 2001 Duisburg             |
| 8  | MF   | Aya Miyama (c)   | 28 januari 1985 (27 år)   | 112     | 27  | Japan    | Okayama Yunogo Belle          |
| 9  | MF   | Nahomi Kawasumi  | 23 september 1985 (26 år) | 31      | 8   | Japan    | INAC Leonessa                 |
| 10 | MF   | Homare Sawa      | 6 september 1978 (33 år)  | 179     | 80  | Japan    | INAC Leonessa                 |
| 11 | A    | Shinobu Ohno     | 23 januari 1984 (28 år)   | 105     | 37  | Japan    | INAC Leonessa                 |
| 12 | F    | Kyoko Yano       | 3 juni 1984 (28 år)       | 72      | 1   | Japan    | Urawa Red Diamonds            |
| 13 | A    | Karina Maruyama  | 26 mars 1983 (29 år)      | 70      | 14  | Japan    | Speranza F.C. Osaka Takatsuki |
| 14 | MF   | Asuna Tanaka     | 23 april 1988 (24 år)     | 13      | 3   | Japan    | INAC Leonessa                 |
| 15 | A    | Megumi Takase    | 10 november 1990 (21 år)  | 26      | 5   | Japan    | INAC Leonessa                 |
| 16 | A    | Mana Iwabuchi    | 18 mars 1993 (19 år)      | 11      | 2   | Japan    | NTV Beleza                    |
| 17 | A    | Yūki Ōgimi       | 15 juli 1987 (25 år)      | 83      | 36  | Tyskland | 1. FFC Turbine Potsdam        |
| 18 | MV   | Ayumi Kaihori    | 4 september 1986 (25 år)  | 31      | 0   | Japan    | INAC Leonessa                 |

Gruppspel
| Nr | Lag       | S | V | O | F | GM | IM | MS | P |
| -- | --------- | - | - | - | - | -- | -- | -- | - |
| 1  | Sverige   | 3 | 1 | 2 | 0 | 6  | 3  | +3 | 5 |
| 2  | Japan     | 3 | 1 | 2 | 0 | 2  | 1  | +1 | 5 |
| 3  | Kanada    | 3 | 1 | 1 | 1 | 6  | 4  | +2 | 4 |
| 4  | Sydafrika | 3 | 0 | 1 | 2 | 1  | 7  | −6 | 1 |

| 2 | 25 juli, 17:00 | Japan | 2 – 1 | Kanada | City of Coventry Stadium, Coventry |  |
|   |                |       |       |        |                                    |  |
|   |                |       |       |        |                                    |  |
|   |                |       |       |        |                                    |  |

| 7 | 28 juli, 12:00 | Japan | 0 – 0 | Sverige | City of Coventry Stadium, Coventry |  |
|   |                |       |       |         |                                    |  |
|   |                |       |       |         |                                    |  |
|   |                |       |       |         |                                    |  |

| 13 | 31 juli, 14:30 | Japan | 0 – 0 | Sydafrika | Millennium Stadium, Cardiff |  |
|    |                |       |       |           |                             |  |
|    |                |       |       |           |                             |  |
|    |                |       |       |           |                             |  |

Slutspel
| 21 | 3 augusti, 17:00 | Brasilien | 0 – 2 | Japan | Millennium Stadium, Cardiff |  |
|    |                  |           |       |       |                             |  |
|    |                  |           |       |       |                             |  |
|    |                  |           |       |       |                             |  |

| 23 | 6 augusti, 17:00 | Frankrike | 1 – 2 | Japan | Wembley Stadium, London |  |
|    |                  |           |       |       |                         |  |
|    |                  |           |       |       |                         |  |
|    |                  |           |       |       |                         |  |

| 26 | 9 augusti, 19:45 | USA | 2 – 1 | Japan | Wembley Stadium, London |  |
|    |                  |     |       |       |                         |  |
|    |                  |     |       |       |                         |  |
|    |                  |     |       |       |                         |  |

## Friidrott
Till friidrottstävlingarna kvalificerade Japan följande idrottare:
Förkortningar
- Notera – Placeringar gäller endast den tävlandes eget heat
- Q = Kvalificerade sig till nästa omgång via placering
- q = Kvalificerade sig på tid eller, i fältgrenarna, på placering utan att ha nått kvalgränsen
- NR = Nationellt rekord
- N/A = Omgången inte möjlig i grenen
- Bye = Idrottaren behövde inte delta i omgången

Herrar
Bana och väg
| Idrottare                                                                | Gren       | Heat     | Heat      | Kvartsfinal | Kvartsfinal | Semifinal        | Semifinal        | Final            | Final            |
| Idrottare                                                                | Gren       | Resultat | Placering | Resultat    | Placering   | Resultat         | Placering        | Resultat         | Placering        |
| ------------------------------------------------------------------------ | ---------- | -------- | --------- | ----------- | ----------- | ---------------- | ---------------- | ---------------- | ---------------- |
| Masashi Eriguchi                                                         | 100 m      | BYE      | BYE       | 10.30       | 6           | Gick inte vidare | Gick inte vidare | Gick inte vidare | Gick inte vidare |
| Isamu Fujisawa                                                           | 20 km gång | i.u.     | i.u.      | i.u.        | i.u.        | i.u.             | i.u.             | 1:21:48          | 18               |
| Arata Fujiwara                                                           | Maraton    | i.u.     | i.u.      | i.u.        | i.u.        | i.u.             | i.u.             | 2:19:11          | 45               |
| Shota Iizuka                                                             | 200 m      | 20.81    | 5         | i.u.        | i.u.        | Gick inte vidare | Gick inte vidare | Gick inte vidare | Gick inte vidare |
| Yuzo Kanemaru                                                            | 400 m      | 46.01    | 4         | i.u.        | i.u.        | Gick inte vidare | Gick inte vidare | Gick inte vidare | Gick inte vidare |
| Takayuki Kishimoto                                                       | 400 m häck | DSQ      | DSQ       | i.u.        | i.u.        | Gick inte vidare | Gick inte vidare | Gick inte vidare | Gick inte vidare |
| Koichiro Morioka                                                         | 50 km gång | i.u.     | i.u.      | i.u.        | i.u.        | i.u.             | i.u.             | 3:43:14          | 10               |
| Kentaro Nakamoto                                                         | Maraton    | i.u.     | i.u.      | i.u.        | i.u.        | i.u.             | i.u.             | 2:11:16          | 6                |
| Akihiko Nakamura                                                         | 400 m häck | DSQ      | DSQ       | i.u.        | i.u.        | Gick inte vidare | Gick inte vidare | Gick inte vidare | Gick inte vidare |
| Takumi Saito                                                             | 20 km gång | i.u.     | i.u.      | i.u.        | i.u.        | i.u.             | i.u.             | 1:22:43          | 25               |
| Yuki Sato                                                                | 10 000 m   | i.u.     | i.u.      | i.u.        | i.u.        | i.u.             | i.u.             | 28:44.06         | 22               |
| Yusuke Suzuki                                                            | 20 km gång | i.u.     | i.u.      | i.u.        | i.u.        | i.u.             | i.u.             | 1:23:53          | 36               |
| Shinji Takahira                                                          | 200 m      | 20.57    | 3 Q       | i.u.        | i.u.        | 20.77            | 6                | Gick inte vidare | Gick inte vidare |
| Kei Takase                                                               | 200 m      | 20.72    | 2 Q       | i.u.        | i.u.        | 20.70            | 8                | Gick inte vidare | Gick inte vidare |
| Takayuki Tani                                                            | 50 km gång | i.u.     | i.u.      | i.u.        | i.u.        | i.u.             | i.u.             | DNF              | DNF              |
| Tetsuya Tateno                                                           | 400 m häck | 49.95    | 4         | i.u.        | i.u.        | Gick inte vidare | Gick inte vidare | Gick inte vidare | Gick inte vidare |
| Ryota Yamagata                                                           | 100 m      | BYE      | BYE       | 10.07       | 2 Q         | 10.10            | 6                | Gick inte vidare | Gick inte vidare |
| Ryo Yamamoto                                                             | Maraton    | i.u.     | i.u.      | i.u.        | i.u.        | i.u.             | i.u.             | 2:18:34          | 40               |
| Yuki Yamazaki                                                            | 50 km gång | i.u.     | i.u.      | i.u.        | i.u.        | i.u.             | i.u.             | DSQ              | DSQ              |
| Masato Yokota                                                            | 800 m      | 1:48.48  | 4         | i.u.        | i.u.        | Gick inte vidare | Gick inte vidare | Gick inte vidare | Gick inte vidare |
| Masashi Eriguchi Shota Iizuka Takumi Kuki Shinji Takahira Ryota Yamagata | 4 x 100 m  | 38.07    | 2 Q       | i.u.        | i.u.        | i.u.             | i.u.             | 38.35            | 5                |
| Yoshihiro Azuma Yuzo Kanemaru Hiroyuki Nakano Kei Takase                 | 4 x 400 m  | 3:03.86  | 6         | i.u.        | i.u.        | i.u.             | i.u.             | Gick inte vidare | Gick inte vidare |

Fältgrenar
| Idrottare         | Gren          | Kval  | Kval      | Final            | Final            |
| Idrottare         | Gren          | Längd | Placering | Längd            | Placering        |
| ----------------- | ------------- | ----- | --------- | ---------------- | ---------------- |
| Genki Dean        | Spjutkastning | 82.07 | 7 Q       | 79.95            | 10               |
| Yukifumi Murakami | Spjutkastning | 77.80 | 24        | Gick inte vidare | Gick inte vidare |
| Koji Murofushi    | Släggkastning | 78.48 | 2 Q       | 78.71            | 3                |
| Seito Yamamoto    | Stavhopp      | NM    | —         | Gick inte vidare | Gick inte vidare |

Kombinerade grenar – tiokamp
| Idrottare      | Gren     | 100 m | LJ   | SP    | HJ   | 400 m | 110H  | DT    | PV   | JT    | 1500 m  | Final | Placering |
| -------------- | -------- | ----- | ---- | ----- | ---- | ----- | ----- | ----- | ---- | ----- | ------- | ----- | --------- |
| Keisuke Ushiro | Resultat | 11.32 | 6.86 | 13.59 | 1.99 | 50.78 | 15.47 | 46.66 | 4.90 | 66.38 | 4:39.33 | 7842  | 20        |
| Keisuke Ushiro | Poäng    | 791   | 781  | 703   | 794  | 779   | 794   | 801   | 880  | 834   | 685     | 7842  | 20        |

Damer
Bana och väg
| Idrottare                                                             | Gren       | Heat     | Heat      | Kvartsfinal | Kvartsfinal | Semifinal        | Semifinal        | Final            | Final            |
| Idrottare                                                             | Gren       | Resultat | Placering | Resultat    | Placering   | Resultat         | Placering        | Resultat         | Placering        |
| --------------------------------------------------------------------- | ---------- | -------- | --------- | ----------- | ----------- | ---------------- | ---------------- | ---------------- | ---------------- |
| Masumi Fuchise                                                        | 20 km gång | i.u.     | i.u.      | i.u.        | i.u.        | i.u.             | i.u.             | 1:28:41          | 11               |
| Kayoko Fukushi                                                        | 10 000 m   | i.u.     | i.u.      | i.u.        | i.u.        | i.u.             | i.u.             | 31:10.35         | 10               |
| Chisato Fukushima                                                     | 100 m      | BYE      | BYE       | 11.41       | 5           | Gick inte vidare | Gick inte vidare | Gick inte vidare | Gick inte vidare |
| Chisato Fukushima                                                     | 200 m      | 24.14    | 7         | i.u.        | i.u.        | Gick inte vidare | Gick inte vidare | Gick inte vidare | Gick inte vidare |
| Mayumi Kawasaki                                                       | 20 km gång | i.u.     | i.u.      | i.u.        | i.u.        | i.u.             | i.u.             | 1:30:20          | 18               |
| Ayako Kimura                                                          | 100 m häck | 13.75    | 7         | i.u.        | i.u.        | Gick inte vidare | Gick inte vidare | Gick inte vidare | Gick inte vidare |
| Ryoko Kizaki                                                          | Maraton    | i.u.     | i.u.      | i.u.        | i.u.        | i.u.             | i.u.             | 2:27:16          | 16               |
| Satomi Kubokura                                                       | 400 m häck | 55.85    | 5 q       | i.u.        | i.u.        | 56.25            | 8                | Gick inte vidare | Gick inte vidare |
| Hitomi Niiya                                                          | 10 000 m   | i.u.     | i.u.      | i.u.        | i.u.        | i.u.             | i.u.             | 30:59.19         | 9                |
| Kumi Otoshi                                                           | 20 km gång | i.u.     | i.u.      | i.u.        | i.u.        | i.u.             | i.u.             | 1:33:50          | 37               |
| Yoshimi Ozaki                                                         | Maraton    | i.u.     | i.u.      | i.u.        | i.u.        | i.u.             | i.u.             | 2:27:43          | 19               |
| Risa Shigetomo                                                        | Maraton    | i.u.     | i.u.      | i.u.        | i.u.        | i.u.             | i.u.             | 2:40:06          | 79               |
| Mika Yoshikawa                                                        | 5 000 m    | 15:16.77 | 13        | i.u.        | i.u.        | i.u.             | i.u.             | Gick inte vidare | Gick inte vidare |
| Mika Yoshikawa                                                        | 10 000 m   | i.u.     | i.u.      | i.u.        | i.u.        | i.u.             | i.u.             | 31:47.67         | 16               |
| Anna Doi Chisato Fukushima Kana Ichikawa Yumeka Sano Momoko Takahashi | 4 x 100 m  | 44.25    | 8         | i.u.        | i.u.        | i.u.             | i.u.             | Gick inte vidare | Gick inte vidare |

Fältgrenar
| Idrottare    | Gren          | Kval  | Kval      | Final            | Final            |
| Idrottare    | Gren          | Längd | Placering | Längd            | Placering        |
| ------------ | ------------- | ----- | --------- | ---------------- | ---------------- |
| Tomomi Abiko | Stavhopp      | 4.25  | =19       | Gick inte vidare | Gick inte vidare |
| Yuki Ebihara | Spjutkastning | 59.25 | 16        | Gick inte vidare | Gick inte vidare |

## Fäktning
Japan har kvalificerat åtta fäktare.
Herrar
| Tävlande                                     | Gren                  | 32-delsfinal      | 16-delsfinal           | 8-delsfinal           | Kvartsfinal       | Semifinal         | Final             | Final            |
| Tävlande                                     | Gren                  | Motståndare Poäng | Motståndare Poäng      | Motståndare Poäng     | Motståndare Poäng | Motståndare Poäng | Motståndare Poäng | Placering        |
| -------------------------------------------- | --------------------- | ----------------- | ---------------------- | --------------------- | ----------------- | ----------------- | ----------------- | ---------------- |
| Kenta Chida                                  | Florett, individuellt | BYE               | Sintes (FRA) L 11–15   | Gick inte vidare      | Gick inte vidare  | Gick inte vidare  | Gick inte vidare  | Gick inte vidare |
| Ryo Miyake                                   | Florett, individuellt | BYE               | Baldini (ITA) L 6–15   | Gick inte vidare      | Gick inte vidare  | Gick inte vidare  | Gick inte vidare  | Gick inte vidare |
| Yuki Ota                                     | Florett, individuellt | BYE               | Kleibrink (GER) W 15–5 | Cassarà (ITA) L 14–15 | Gick inte vidare  | Gick inte vidare  | Gick inte vidare  | Gick inte vidare |
| Suguru Awaji Kenta Chida Ryo Miyake Yuki Ota | Florett, lag          | i.u.              | i.u.                   | i.u.                  | Kina W 45–30      | Tyskland W 41–40  | Italien L 39–45   | 2                |

Damer
| Tävlande                                                  | Gren                  | 32-delsfinal        | 16-delsfinal           | 8-delsfinal             | Kvartsfinal               | Semifinal                            | Final                                  | Final            |
| Tävlande                                                  | Gren                  | Motståndare Poäng   | Motståndare Poäng      | Motståndare Poäng       | Motståndare Poäng         | Motståndare Poäng                    | Motståndare Poäng                      | Placering        |
| --------------------------------------------------------- | --------------------- | ------------------- | ---------------------- | ----------------------- | ------------------------- | ------------------------------------ | -------------------------------------- | ---------------- |
| Nozomi Nakano                                             | Värja, individuellt   | BYE                 | Fiamingo (ITA) L 11–15 | Gick inte vidare        | Gick inte vidare          | Gick inte vidare                     | Gick inte vidare                       | Gick inte vidare |
| Kanae Ikehata                                             | Florett, individuellt | BYE                 | Gruchała (POL) W 9–8   | Thibus (FRA) W 15–11    | Nam H-h (KOR) L 6–15      | Gick inte vidare                     | Gick inte vidare                       | Gick inte vidare |
| Shiho Nishioka                                            | Florett, individuellt | Heung (HKG) W 13–10 | Vezzali (ITA) L 8–14   | Gick inte vidare        | Gick inte vidare          | Gick inte vidare                     | Gick inte vidare                       | Gick inte vidare |
| Chieko Sugawara                                           | Florett, individuellt | BYE                 | Jeon H-s (KOR) W 15–13 | Maîtrejean (FRA) W 15–9 | Di Francisca (ITA) L 9–15 | Gick inte vidare                     | Gick inte vidare                       | Gick inte vidare |
| Kanae Ikehata Kyomi Hirata Shiho Nishioka Chieko Sugawara | Florett, lag          | i.u.                | i.u.                   | i.u.                    | Ryssland L 17–45          | Klassificering semifinal USA L 22–44 | 7:e plats-final Storbritannien W 30–21 | 7                |
| Seira Nakayama                                            | Sabel, individuellt   | i.u.                | Perrus (FRA) W 15–12   | Zagunis (USA) L 9–15    | Gick inte vidare          | Gick inte vidare                     | Gick inte vidare                       | Gick inte vidare |

## Gymnastik
- Huvudartikel: Gymnastik vid olympiska sommarspelen 2012

### Artistisk
Herrar
| Idrottare       | Gren     | Kval     | Kval    | Kval    | Kval    | Kval     | Kval    | Kval    | Kval      | Final   | Final   | Final   | Final   | Final   | Final   | Final   | Final     |
| Idrottare       | Gren     | Redskap  | Redskap | Redskap | Redskap | Redskap  | Redskap | Totalt  | Placering | Redskap | Redskap | Redskap | Redskap | Redskap | Redskap | Totalt  | Placering |
| Idrottare       | Gren     | F        | PH      | R       | V       | PB       | HB      | Totalt  | Placering | F       | PH      | R       | V       | PB      | HB      | Totalt  | Placering |
| --------------- | -------- | -------- | ------- | ------- | ------- | -------- | ------- | ------- | --------- | ------- | ------- | ------- | ------- | ------- | ------- | ------- | --------- |
| Ryohei Kato     | Mångkamp | 15.433   | 14.333  | i.u.    | 15.900  | i.u.     | i.u.    | i.u.    | i.u.      | 15.300  | 14.766  | i.u.    | 16.041  | i.u.    | i.u.    | i.u.    | i.u.      |
| Kazuhito Tanaka | Mångkamp | 13.666   | 12.200  | 15.100  | 15.750  | 15.725 Q | 14.400  | 86.841  | 22 *      | 13.733  | 13.433  | i.u.    | i.u.    | 15.366  | 15.166  | i.u.    | i.u.      |
| Yusuke Tanaka   | Mångkamp | i.u.     | i.u.    | 15.033  | 15.866  | 14.200 Q | i.u.    | i.u.    | i.u.      | i.u.    | i.u.    | 15.200  | i.u.    | 15.500  | 16.000  | i.u.    | i.u.      |
| Kōhei Uchimura  | Mångkamp | 15.766 Q | 12.466  | 14.966  | 16.033  | 15.533 Q | 15.000  | 89.764  | 9 Q       | 15.700  | 14.166  | 15.133  | 15.900  | 15.416  | 15.733  | i.u.    | i.u.      |
| Koji Yamamuro   | Mångkamp | 14.433   | 14.400  | 14.900  | 15.333  | 14.200   | 14.366  | 87.632  | 18 Q      | i.u.    | i.u.    | 15.366  | 14.033  | i.u.    | i.u.    | i.u.    | i.u.      |
| Totalt          | Mångkamp | 45.632   | 41.199  | 45.099  | 47.683  | 47.124   | 43.766  | 270.503 | 5 Q       | 44.733  | 42.365  | 45.699  | 45.971  | 46.282  | 46.899  | 271.952 | 2         |

Individuella finaler
| Gymnast         | Gren       | Redskap             | Redskap             | Redskap             | Redskap             | Redskap             | Redskap             | Totalt              | Placering           |
| Gymnast         | Gren       | F                   | PH                  | R                   | V                   | PB                  | HB                  | Totalt              | Placering           |
| --------------- | ---------- | ------------------- | ------------------- | ------------------- | ------------------- | ------------------- | ------------------- | ------------------- | ------------------- |
| Kazuhito Tanaka | Mångkamp   | 14.166              | 13.433              | 15.200              | 15.533              | 15.500              | 15.575              | 89.407              | 6                   |
| Kazuhito Tanaka | Barr       | i.u.                | i.u.                | i.u.                | i.u.                | 15.500              | i.u.                | 15.500              | 4                   |
| Yusuke Tanaka   | Barr       | i.u.                | i.u.                | i.u.                | i.u.                | 15.100              | i.u.                | 15.100              | 8                   |
| Kōhei Uchimura  | Mångkamp   | 15.100              | 15.066              | 15.333              | 16.266              | 15.325              | 15.600              | 92.690              | 1                   |
| Kōhei Uchimura  | Fristående | 15.800              | i.u.                | i.u.                | i.u.                | i.u.                | i.u.                | 15.800              | 2                   |
| Koji Yamamuro   | Mångkamp   | Drog sig ur, skadad | Drog sig ur, skadad | Drog sig ur, skadad | Drog sig ur, skadad | Drog sig ur, skadad | Drog sig ur, skadad | Drog sig ur, skadad | Drog sig ur, skadad |

Damer
Lag
| Idrottare      | Gren          | Kval    | Kval    | Kval    | Kval    | Kval    | Kval      | Final   | Final   | Final   | Final   | Final   | Final     |
| Idrottare      | Gren          | Redskap | Redskap | Redskap | Redskap | Totalt  | Placering | Redskap | Redskap | Redskap | Redskap | Totalt  | Placering |
| Idrottare      | Gren          | F       | V       | UB      | BB      | Totalt  | Placering | F       | V       | UB      | BB      | Totalt  | Placering |
| -------------- | ------------- | ------- | ------- | ------- | ------- | ------- | --------- | ------- | ------- | ------- | ------- | ------- | --------- |
| Yu Minobe      | Mångkamp, lag | 12.966  | i.u.    | 13.066  | 14.133  | i.u.    | i.u.      | 13.100  | i.u.    | i.u.    | i.u.    | i.u.    | i.u.      |
| Yuko Shintake  | Mångkamp, lag | 13.633  | 13.633  | i.u.    | 14.166  | i.u.    | i.u.      | 13.266  | i.u.    | i.u.    | 13.433  | i.u.    | i.u.      |
| Rie Tanaka     | Mångkamp, lag | 13.300  | 13.000  | 14.633  | 13.400  | 54.333  | 27 Q      | i.u.    | 14.416  | 14.333  | 12.833  | i.u.    | i.u.      |
| Asuka Teramoto | Mångkamp, lag | 14.233  | 14.600  | 14.566  | 14.466  | 57.865  | 8 Q       | 14.233  | 14.700  | 14.200  | 13.900  | i.u.    | i.u.      |
| Koko Tsurumi   | Mångkamp, lag | i.u.    | 13.800  | 15.033Q | i.u.    | i.u.    | i.u.      | i.u.    | 13.766  | 14.466  | i.u.    | i.u.    | i.u.      |
| Totalt         | Mångkamp, lag | 41.166  | 42.033  | 44.232  | 42.765  | 170.196 | 6 Q       | 40.599  | 42.882  | 42.999  | 40.166  | 166.646 | 8         |

Individuella finaler
| Gymnast        | Gren     | Redskap | Redskap | Redskap | Redskap | Totalt | Placering |
| Gymnast        | Gren     | F       | V       | UB      | BB      | Totalt | Placering |
| -------------- | -------- | ------- | ------- | ------- | ------- | ------ | --------- |
| Rie Tanaka     | Mångkamp | 14.166  | 14.500  | 13.700  | 13.266  | 55.632 | 16        |
| Asuka Teramoto | Mångkamp | 14.766  | 14.300  | 14.300  | 13.966  | 57.332 | 11        |
| Koko Tsurumi   | Barr     | i.u.    | i.u.    | 14.966  | i.u.    | 14.966 | 7         |

### Rytmisk
| Idrottare                                                                               | Gren  | Kval   | Kval              | Kval   | Kval      | Final    | Final             | Final  | Final     |
| Idrottare                                                                               | Gren  | 5 rep  | 3 band 2 tunnband | Totalt | Placering | 5 bollar | 3 band 2 tunnband | Totalt | Placering |
| --------------------------------------------------------------------------------------- | ----- | ------ | ----------------- | ------ | --------- | -------- | ----------------- | ------ | --------- |
| Natsuki Fukase Airi Hatakeyama Rie Matsubara Rina Miura Nina Saeed-Yokota Kotono Tanaka | Trupp | 26.725 | 26.300            | 53.025 | 8 Q       | 27.000   | 27.100            | 54.100 | 7         |

### Trampolin
| Idrottare       | Gren   | Kval    | Kval      | Final            | Final            |
| Idrottare       | Gren   | Poäng   | Placering | Poäng            | Placering        |
| --------------- | ------ | ------- | --------- | ---------------- | ---------------- |
| Masaki Ito      | Herrar | 109.810 | 4 Q       | 60.895           | 4                |
| Yasuhiro Ueyama | Herrar | 109.809 | 5 Q       | 60.240           | 5                |
| Ayano Kishi     | Damer  | 97.985  | 14        | Gick inte vidare | Gick inte vidare |

## Judo
Herrar
| Idrottare         | Gren                     | 32-delsfinal         | Sextondelsfinal              | Åttondelsfinal                 | Kvartsfinal               | Semifinal                         | Återkval                      | Bronsmatch                    | Final                      | Final            |
| Idrottare         | Gren                     | Motståndare Resultat | Motståndare Resultat         | Motståndare Resultat           | Motståndare Resultat      | Motståndare Resultat              | Motståndare Resultat          | Motståndare Resultat          | Motståndare Resultat       | Placering        |
| ----------------- | ------------------------ | -------------------- | ---------------------------- | ------------------------------ | ------------------------- | --------------------------------- | ----------------------------- | ----------------------------- | -------------------------- | ---------------- |
| Hiroaki Hiraoka   | Extra lättvikt (-60 kg)  | BYE                  | McKenzie (GBR) W 0111–0000   | Arshanski (ISR) W 0012–0000    | Milous (FRA) W 0012–0010  | Verde (ITA) W 0110–0001           | BYE                           | BYE                           | Galstyan (RUS) L 0000–1000 | 2                |
| Masashi Ebinuma   | Halv lättvikt (-66 kg)   | BYE                  | Mehmedovic (CAN) W 0111–0000 | Lim (KAZ) W 0010–0001          | Cho (KOR) W 0001–0001     | Shavdatuashvili (GEO) L 0000–0100 | BYE                           | Zagrodnik (POL) W 0110–0101   | Gick inte vidare           | 3                |
| Riki Nakaya       | Lättvikt (-73 kg)        | BYE                  | Maxwell (BAR) W 0100–0001    | Palelashvili (ISR) W 0101–0000 | Boqiev (TJK) W 0011–0002  | Elmont (NED) W 0000–0001          | BYE                           | BYE                           | Isaev (RUS) L 0001–0011    | 2                |
| Takahiro Nakai    | Halv mellanvikt (-81 kg) | BYE                  | Munyonga (ZAM) W 1000–0000   | Toma (MDA) W 0101–0003         | Bischof (GER) L 0000–1010 | Gick inte vidare                  | Guilheiro (BRA) W 0011–0002   | Nifontov (RUS) L 0000–0201    | Gick inte vidare           | 5                |
| Masashi Nishiyama | Mellanvikt (-90 kg)      | i.u.                 | Mamedov (KGZ) W 0110–0001    | Bolat (KAZ) W 0010–0000        | Song (KOR) L 0101–0011    | Gick inte vidare                  | Choriev (UZB) W 0012–0012 YUS | Denisov (RUS) W 0000–0000 YUS | Gick inte vidare           | 3                |
| Takamasa Anai     | Halv tungvikt (-100 kg)  | i.u.                 | Austin (GBR) W 0101–0003     | Krpálek (CZE) L 0000–1001      | Gick inte vidare          | Gick inte vidare                  | Gick inte vidare              | Gick inte vidare              | Gick inte vidare           | Gick inte vidare |
| Daiki Kamikawa    | Tungvikt (+100 kg)       | i.u.                 | Castillo (GUA) W 0100–0000   | Makarau (BLR) L 0001–0011      | Gick inte vidare          | Gick inte vidare                  | Gick inte vidare              | Gick inte vidare              | Gick inte vidare           | Gick inte vidare |

Damer
| Idrottare        | Gren                     | Sextondelsfinal             | Åttondelsfinal             | Kvartsfinal                   | Semifinal                 | Återkval                       | Bronsmatch                     | Final                       | Final            |
| Idrottare        | Gren                     | Motståndare Resultat        | Motståndare Resultat       | Motståndare Resultat          | Motståndare Resultat      | Motståndare Resultat           | Motståndare Resultat           | Motståndare Resultat        | Placering        |
| ---------------- | ------------------------ | --------------------------- | -------------------------- | ----------------------------- | ------------------------- | ------------------------------ | ------------------------------ | --------------------------- | ---------------- |
| Tomoko Fukumi    | Extra lättvikt (-48 kg)  | Blanco (ESP) W 0100–0001    | Edwards (GBR) W 0020–0000  | Pareto (ARG) W 0010–0002      | Dumitru (ROM) L 0011–0102 | BYE                            | Csernoviczki (HUN) L 0001–1001 | Gick inte vidare            | 5                |
| Misato Nakamura  | Halv lättvikt (-52 kg)   | BYE                         | An K-a (PRK) L 0002–0102   | Gick inte vidare              | Gick inte vidare          | Gick inte vidare               | Gick inte vidare               | Gick inte vidare            | Gick inte vidare |
| Kaori Matsumoto  | Lättvikt (-57 kg)        | Đukić (SLO) W 0011–0002     | Gasimova (AZE) W 0010–0000 | Quintavalle (ITA) W 0010–0001 | Pavia (FRA) W 0010–0000   | BYE                            | BYE                            | Căprioriu (ROM) W 0100–0000 | 1                |
| Yoshie Ueno      | Halv mellanvikt (-63 kg) | Chaudhary (IND) W 1000–0000 | Mišković (CRO) W 0010–0000 | Joung D-w (KOR) L 0010–0000   | Gick inte vidare          | Willeboordse (NED) W 0010–0000 | Tsedevsuren (MGL) W 0010–0002  | Gick inte vidare            | 3                |
| Haruka Tachimoto | Mellanvikt (-70 kg)      | BYE                         | Cortés (CUB) W 0000–0001   | Chen F (CHN) L 0020–0020 YUS  | Gick inte vidare          | Bosch (NED) L 0002–0011        | Gick inte vidare               | Gick inte vidare            | 7                |
| Akari Ogata      | Halv tungvikt (-78 kg)   | Jeong G-M (KOR) W 0001–0002 | Verkerk (NED) L 0002–0011  | Gick inte vidare              | Gick inte vidare          | Gick inte vidare               | Gick inte vidare               | Gick inte vidare            | Gick inte vidare |
| Mika Sugimoto    | Tungvikt (+78 kg)        | BYE                         | Blanco (VEN) W 0100–0000   | Altheman (BRA) W 0100–0000    | Bryant (GBR) W 0011–0002  | BYE                            | BYE                            | Ortiz (CUB) L 0001–0000     | 2                |

## Kanotsport
Slalom
| Kanotist      | Gren                | Omgång 1 | Omgång 1  | Omgång 1 | Omgång 1  | Omgång 1 | Omgång 1  | Semifinal                 | Semifinal                 | Final                     | Final                     |
| Kanotist      | Gren                | Omgång 1 | Placering | Omgång 2 | Placering | Bästa    | Placering | Tid                       | Placering                 | Tid                       | Placering                 |
| ------------- | ------------------- | -------- | --------- | -------- | --------- | -------- | --------- | ------------------------- | ------------------------- | ------------------------- | ------------------------- |
| Takuya Haneda | Herrarnas C1 slalom | 101.13   | 12        | 92.72    | 2         | 92.72    | 3 Q       | 104.16                    | 6 Q                       | 110.62                    | 7                         |
| Kazuki Yazawa | Herrarnas K1 slalom | 96.66    | 18        | 92.57    | 13        | 92.57    | 15 Q      | 99.99                     | 9 Q                       | 104.44                    | 9                         |
| Moe Kaifuchi  | Damernas K1 slalom  | 171.63   | 19        | 121.29   | 17        | 121.29   | 19        | Gick inte vidare – Report | Gick inte vidare – Report | Gick inte vidare – Report | Gick inte vidare – Report |

Sprint
| Kanotist                            | Gren               | Heat     | Heat      | Semifinal        | Semifinal        | Final            | Final            |
| Kanotist                            | Gren               | Tid      | Placering | Tid              | Placering        | Tid              | Placering        |
| ----------------------------------- | ------------------ | -------- | --------- | ---------------- | ---------------- | ---------------- | ---------------- |
| Momotaro Matsushita                 | Herrarnas K1 200 m | 36.096   | 3 Q       | 37.201           | 7 FB             | 38.040           | 11               |
| Naoya Sakamoto                      | Herrarnas C1 200 m | 41.528   | 3 Q       | 41.771           | 3 FA             | 44.699           | 8                |
| Momotaro Matsushita Hiroki Watanabe | Herrarnas K2 200 m | 34.669   | 6 FB      | BYE              | BYE              | 35.739           | 10               |
| Shinobu Kitamoto                    | Damernas K1 200 m  | 42.007   | 1 Q       | 41.816           | 3 FB             | 45.387           | 13               |
| Shinobu Kitamoto Asumi Ōmura        | Damernas K2 500 m  | 1:47.323 | 6         | Gick inte vidare | Gick inte vidare | Gick inte vidare | Gick inte vidare |

## Konstsim
| Idrottare | Gren                | Teknisk rutin | Teknisk rutin | Fri rutin (inledande) | Fri rutin (inledande)  | Fri rutin (inledande) | Fri rutin (final) | Fri rutin (final)      | Fri rutin (final) |
| Idrottare | Gren                | Poäng         | Placering     | Poäng                 | Totalt (teknisk + fri) | Placering             | Placering         | Totalt (teknisk + fri) | Placering         |
| --- | ------------------- | ------------- | ------------- | --------------------- | ---------------------- | --------------------- | ----------------- | ---------------------- | ----------------- |
| Yukiko Inui Chisa Kobayashi                                                                                               | Damernas duett      | 93.200        | 5             | 93.200                | 186.400                | 5 Q                   | 93.540            | 186.740                | 5                 |
| Yumi Adachi Aika Hakoyama Yukiko Inui Mayo Itoyama Chisa Kobayashi Risako Mitsui Mai Nakamura Mariko Sakai Kurumi Yoshida | Damernas lagtävling | 93.800        | 5             | i.u.                  | i.u.                   | i.u.                  | 93.830            | 187.630                | 5                 |

## Landhockey
Damer
Coach: Zenjiro Yasuda
| 1. Sakiyo Asano (GK) 2. Nagisa Hayashi 3. Akemi Kato 4. Sachimi Iwao 5. Miyuki Nakagawa 6. Ai Murakami 7. Shiho Otsuka 8. Yukari Yamamoto (C) | 1. Aki Mitsuhashi 2. Rika Komazawa 3. Kaori Fujio 4. Akane Shibata 5. Chie Akutsu 6. Keiko Manabe 7. Masako Sato 8. Izuki Tanaka |

Reserver:
- Mika Imura
- Ryoko Oie (GK)

Gruppspel
| Nr | Lag            | S | V | O | F | GM | IM | MS | P  |
| -- | -------------- | - | - | - | - | -- | -- | -- | -- |
| 1  | Nederländerna  | 5 | 5 | 0 | 0 | 12 | 5  | +7 | 15 |
| 2  | Storbritannien | 5 | 3 | 0 | 2 | 14 | 7  | +7 | 9  |
| 3  | Kina           | 5 | 2 | 1 | 2 | 6  | 3  | +3 | 7  |
| 4  | Sydkorea       | 5 | 2 | 0 | 3 | 7  | 12 | −5 | 6  |
| 5  | Japan          | 5 | 1 | 1 | 3 | 4  | 9  | −5 | 4  |
| 6  | Belgien        | 5 | 0 | 2 | 3 | 2  | 10 | −8 | 2  |

## Modern femkamp
| Idrottare      | Gren   | Fäktning (värja) | Fäktning (värja) | Fäktning (värja) | Simning (200 m frisim) | Simning (200 m frisim) | Simning (200 m frisim) | Ridsport (hästhoppning) | Ridsport (hästhoppning) | Ridsport (hästhoppning) | Kombinerat: skytte/löpning (10 m luftpistol)/(3000 m) | Kombinerat: skytte/löpning (10 m luftpistol)/(3000 m) | Kombinerat: skytte/löpning (10 m luftpistol)/(3000 m) | Totalpoäng | Slutpoäng |
| Idrottare      | Gren   | Resultat         | Placering        | MF-poäng         | Tid                    | Placering              | MF-poäng               | Straff                  | Placering               | MF-poäng                | Tid                                                   | Placering                                             | MF-poäng                                              | Totalpoäng | Slutpoäng |
| -------------- | ------ | ---------------- | ---------------- | ---------------- | ---------------------- | ---------------------- | ---------------------- | ----------------------- | ----------------------- | ----------------------- | ----------------------------------------------------- | ----------------------------------------------------- | ----------------------------------------------------- | ---------- | --------- |
| Shinichi Tomii | Herrar | 18–17            | =11              | 832              | 2:01,19                | 6                      | 1348                   | 112                     | 25                      | 1088                    | 11:19,03                                              | 29                                                    | 2284                                                  | 5552       | 22        |
| Narumi Kurosu  | Damer  | 8–27             | 35               | 592              | 2:22,39                | 28                     | 1092                   | 496                     | 33                      | 704                     | 13:52,94                                              | 35                                                    | 1672                                                  | 4060       | 34        |
| Shino Yamanaka | Damer  | 7–28             | 36               | 568              | 2:30,36                | 35                     | 996                    | 64                      | 15                      | 1136                    | 11:58,56                                              | 8                                                     | 2128                                                  | 4828       | 30        |

## Ridsport

### Dressyr
| Ryttare         | Häst    | Grand Prix | Grand Prix | Grand Prix Special | Grand Prix Special | Grand Prix Freestyle | Grand Prix Freestyle | Placering |
| Ryttare         | Häst    | Poäng      | Placering  | Poäng              | Placering          | Poäng                | Placering            | Placering |
| --------------- | ------- | ---------- | ---------- | ------------------ | ------------------ | -------------------- | -------------------- | --------- |
| Hiroshi Hoketsu | Whisper | 68,739     | 40         | Ej kvalificerad    | Ej kvalificerad    | Ej kvalificerad      | Ej kvalificerad      | 40        |

### Fälttävlan
| Tävlande                                                                  | Häst               | Gren        | Dressyr | Dressyr   | Terrängbana | Terrängbana | Hoppning  | Hoppning  | Hoppning        | Hoppning        | Totalt | Totalt    |
| Tävlande                                                                  | Häst               | Gren        | Dressyr | Dressyr   | Terrängbana | Terrängbana | Kval      | Kval      | Final           | Final           | Totalt | Totalt    |
| Tävlande                                                                  | Häst               | Gren        | Straff  | Placering | Straff      | Placering   | Straff    | Placering | Straff          | Placering       | Straff | Placering |
| ------------------------------------------------------------------------- | ------------------ | ----------- | ------- | --------- | ----------- | ----------- | --------- | --------- | --------------- | --------------- | ------ | --------- |
| Atsushi Negishi                                                           | Pretty Darling     | Individuell | 50,4    | 33        | 25,6        | 40          | 12        | 39        | ej kvalificerad | ej kvalificerad | 88     | 39        |
| Toshiyuki Tanaka                                                          | Marquis de Plescop | Individuell | 55      | 52        | 60          | 55          | 4         | 48        | ej kvalificerad | ej kvalificerad | 119    | 48        |
| Yoshiaki Oiwa                                                             | Noonday de Conde   | Individuell | 38,1    | 1         | Utesluten   | Utesluten   | Utesluten | Utesluten | Utesluten       | Utesluten       |        | —         |
| Kenki Sato                                                                | Chippieh           | Individuell | 42,2    | 15        | Utesluten   | Utesluten   | Utesluten | Utesluten | Utesluten       | Utesluten       |        | —         |
| Takayuki Yumira                                                           | Latina             | Individuell | 58,5    | 60        | Utesluten   | Utesluten   | Utesluten | Utesluten | Utesluten       | Utesluten       |        | —         |
| Atsushi Negishi Toshiyuki Tanaka Yoshiaki Oiwa Kenki Sato Takayuki Yumira | som ovan           | Lag         | 130,7   | 6         | 1191        | 13          | 1207      | 12        | i.u.            | i.u.            | 1207   | 12        |

### Hoppning
| Tävlande       | Häst    | Kvalifikation | Kvalifikation | Kvalifikation   | Kvalifikation   | Kvalifikation   | Kvalifikation   | Kvalifikation   | Kvalifikation   | Final           | Final           | Final           | Final           | Final           | Total     |
| Tävlande       | Häst    | Runda 1       | Runda 1       | Runda 2         | Runda 2         | Runda 2         | Runda 3         | Runda 3         | Runda 3         | Runda A         | Runda A         | Runda B         | Runda B         | Runda B         | Total     |
| Tävlande       | Häst    | Straff        | Placering     | Straff          | Total           | Placering       | Straff          | Total           | Placering       | Straff          | Placering       | Straff          | Totalt          | Placering       | Placering |
| -------------- | ------- | ------------- | ------------- | --------------- | --------------- | --------------- | --------------- | --------------- | --------------- | --------------- | --------------- | --------------- | --------------- | --------------- | --------- |
| Taizo Sugitani | Avenzio | 0             | 1             | 4               | 4               | 17              | 8               | 12              | 26              | 14              | 33              | Ej kvalificerad | Ej kvalificerad | Ej kvalificerad | 33        |
| Reiko Takeda   | Ari     | 22            | 71            | Ej kvalificerad | Ej kvalificerad | Ej kvalificerad | Ej kvalificerad | Ej kvalificerad | Ej kvalificerad | Ej kvalificerad | Ej kvalificerad | Ej kvalificerad | Ej kvalificerad | Ej kvalificerad | 71        |

## Rodd
Herrar
| Tävlande                     | Gren          | Heat    | Heat      | Återkval | Återkval  | Semifinal | Semifinal | Final   | Final     |
| Tävlande                     | Gren          | Tid     | Placering | Tid      | Placering | Tid       | Placering | Tid     | Placering |
| ---------------------------- | ------------- | ------- | --------- | -------- | --------- | --------- | --------- | ------- | --------- |
| Daisaku Takeda Kazushige Ura | Singelsculler | 6:54,01 | 5 R       | 6:39,81  | 2 SA/B    | 6:48,61   | 6 FB      | 6:48,27 | 12        |

Damer
| Tävlande                      | Gren                     | Heat    | Heat      | Återkval | Återkval  | Kvartsfinal | Kvartsfinal | Semifinal | Semifinal | Final   | Final     |
| Tävlande                      | Gren                     | Tid     | Placering | Tid      | Placering | Tid         | Placering   | Tid       | Placering | Tid     | Placering |
| ----------------------------- | ------------------------ | ------- | --------- | -------- | --------- | ----------- | ----------- | --------- | --------- | ------- | --------- |
| Haruna Sakakibara             | Singelsculler            | 7:52,98 | 5 QF      | BYE      | BYE       | 8:12,26     | 5 SC/D      | 8:05,65   | 5 FD      | 8:42,90 | 23        |
| Atsumi Fukumoto Akiko Iwamoto | Dubbelsculler (Lättvikt) | 7:30,29 | 3 R       | 7:23,79  | 2 SA/B    | i.u.        | i.u.        | 7:34,23   | 6 FB      | 7:32,12 | 12        |

## Segling
Herrar
| Seglare                       | Gren | Lopp | Lopp | Lopp | Lopp | Lopp | Lopp | Lopp | Lopp | Lopp | Lopp | Lopp | Summerad poäng | Finalplacering |
| Seglare                       | Gren | 1    | 2    | 3    | 4    | 5    | 6    | 7    | 8    | 9    | 10   | M*   | Summerad poäng | Finalplacering |
| ----------------------------- | ---- | ---- | ---- | ---- | ---- | ---- | ---- | ---- | ---- | ---- | ---- | ---- | -------------- | -------------- |
| Makoto Tomizawa               | RS:X | 25   | 25   | 25   | 29   | 24   | 26   | 34   | 30   | 21   | 4    | EL   | 209            | 28             |
| Ryunosuke Harada Yugo Yoshida | 470  | 19   | 12   | 25   | 12   | 7    | 11   | 21   | 17   | 17   | 15   | EL   | 131            | 18             |

M = Medaljlopp; EL = Eliminerad – gick inte vidare till medaljloppet;
Damer
| Seglare                | Gren         | Lopp | Lopp | Lopp | Lopp | Lopp | Lopp | Lopp | Lopp | Lopp | Lopp | Lopp | Summerad poäng | Finalplacering |
| Seglare                | Gren         | 1    | 2    | 3    | 4    | 5    | 6    | 7    | 8    | 9    | 10   | M*   | Summerad poäng | Finalplacering |
| ---------------------- | ------------ | ---- | ---- | ---- | ---- | ---- | ---- | ---- | ---- | ---- | ---- | ---- | -------------- | -------------- |
| Yuki Sunaga            | RS:X         | 19   | 23   | 22   | 22   | 22   | 24   | 22   | 20   | 18   | 12   | EL   | 180            | 21             |
| Manami Doi             | Laser radial | 29   | 32   | 31   | 27   | 26   | 36   | 30   | 22   | 27   | 29   | EL   | 253            | 31             |
| Ai Kondo Wakako Tabata | 470          | 9    | 4    | 17   | 20   | 11   | 9    | 13   | DSQ  | 13   | 8    | EL   | 103            | 14             |

M = Medaljlopp; EL = Eliminerad – gick inte vidare till medaljloppet;
Öppen
| Seglare                      | Gren | Lopp | Lopp | Lopp | Lopp | Lopp | Lopp | Lopp | Lopp | Lopp | Lopp | Lopp | Lopp | Lopp | Lopp | Lopp | Lopp | Summerad poäng | Finalplacering |
| Seglare                      | Gren | 1    | 2    | 3    | 4    | 5    | 6    | 7    | 8    | 9    | 10   | 11   | 12   | 13   | 14   | 15   | M*   | Summerad poäng | Finalplacering |
| ---------------------------- | ---- | ---- | ---- | ---- | ---- | ---- | ---- | ---- | ---- | ---- | ---- | ---- | ---- | ---- | ---- | ---- | ---- | -------------- | -------------- |
| Yukio Makino Kenji Takahashi | 49er | 16   | 13   | 17   | 14   | 18   | 11   | 18   | 16   | 18   | 18   | 14   | 15   | 6    | 2    | 10   | EL   | 188            | 18             |

M = Medaljlopp; EL = Eliminerad – gick inte vidare till medaljloppet;

## Simhopp
Damer
| Tävlande     | Gren | Försöksheat | Försöksheat | Semifinal | Semifinal | Final            | Final            |
| Tävlande     | Gren | Poäng       | Resultat    | Poäng     | Resultat  | Poäng            | Resultat         |
| ------------ | ---- | ----------- | ----------- | --------- | --------- | ---------------- | ---------------- |
| Mai Nakagawa | 10 m | 327,65      | 8 Q         | 260,05    | 18        | Gick inte vidare | Gick inte vidare |

## Simning
Damer
| Tävlande                                          | Gren                   | Heat    | Heat      | Semifinal        | Semifinal        | Final            | Final            |
| Tävlande                                          | Gren                   | Tid     | Placering | Tid              | Placering        | Tid              | Placering        |
| ------------------------------------------------- | ---------------------- | ------- | --------- | ---------------- | ---------------- | ---------------- | ---------------- |
| Yayoi Matsumoto                                   | 50 m frisim            | 25,73   | 35        | Gick inte vidare | Gick inte vidare | Gick inte vidare | Gick inte vidare |
| Haruka Ueda                                       | 100 m frisim           | 54,35   | 5 Q       | 54,59            | 8                | Gick inte vidare | Gick inte vidare |
| Hanae Ito                                         | 200 m frisim           | 1.58,93 | 3 Q       | 1.59,62          | 8                | Gick inte vidare | Gick inte vidare |
| Aya Takano                                        | 400 m frisim           | 4.12,3  | 26        | i.u.             | i.u.             | Gick inte vidare | Gick inte vidare |
| Aya Terakawa                                      | 100 m ryggsim          | 59,82   | 3 Q       | 59,34            | 2 Q              | 58,83            | 3                |
| Miyu Otsuka                                       | 200 m ryggsim          | 2.11,65 | 21        | Gick inte vidare | Gick inte vidare | Gick inte vidare | Gick inte vidare |
| Mina Matsushima                                   | 100 m bröstsim         | 1.07,63 | 5 Q       | 1.08,26          | 8                | Gick inte vidare | Gick inte vidare |
| Satomi Suzuki                                     | 100 m bröstsim         | 1.07,08 | 2 Q       | 1.07,10          | 3 Q              | 1.06,46          | 3                |
| Satomi Suzuki                                     | 200 m bröstsim         | 2.23,22 | 1 Q       | 2.22,40          | 2 Q              | 2.20,72          | 2                |
| Kanako Watanabe                                   | 200 m bröstsim         | 2.26,38 | 2 Q       | 2.27,32          | 7                | Gick inte vidare | Gick inte vidare |
| Yuka Kato                                         | 100 m fjärilsim        | 58,72   | 5 Q       | 58,26            | 5                | Gick inte vidare | Gick inte vidare |
| Natsumi Hoshi                                     | 100 m fjärilsim        | 59,06   | 23        | Gick inte vidare | Gick inte vidare | Gick inte vidare | Gick inte vidare |
| Natsumi Hoshi                                     | 200 m fjärilsim        | 2.08,04 | 1 Q       | 2.06,37          | 2 Q              | 2.05,48          | 3                |
| Izumi Kato                                        | 200 m medley           | 2.13,85 | 5 Q       | 2.14,47          | 7                | Gick inte vidare | Gick inte vidare |
| Miyu Otsuka                                       | 400 m medley           | 4.39,13 | 12        | i.u.             | i.u.             | Gick inte vidare | Gick inte vidare |
| Miho Takahashi                                    | 400 m medley           | 4.45,10 | 20        | i.u.             | i.u.             | Gick inte vidare | Gick inte vidare |
| Hanae Ito Yayoi Matsumoto Miki Uchida Haruka Ueda | 4×100 m frisim Lagkapp | 3.38,06 | 3 Q       | i.u.             | i.u.             | 3.37,96          | 7                |
| Hanae Ito Yayoi Matsumoto Aya Takano Haruka Ueda  | 4×200 m frisim Lagkapp | 7.54,56 | 5 Q       | i.u.             | i.u.             | 7.56,73          | 8                |
| Yuka Kato Satomi Suzuki Aya Terakawa Haruka Ueda  | 4×100 m medley Lagkapp | 3.57,87 | 2 Q       | i.u.             | i.u.             | 3.55,73          | 3                |
| Yumi Kida                                         | Maraton 10 km          | i.u.    | i.u.      | i.u.             | i.u.             | 1:58.59,1        | 13               |

Herrar
| Tävlande                                                  | Gren                       | Heat    | Heat      | Semifinal        | Semifinal        | Final            | Final            |
| Tävlande                                                  | Gren                       | Tid     | Placering | Tid              | Placering        | Tid              | Placering        |
| --------------------------------------------------------- | -------------------------- | ------- | --------- | ---------------- | ---------------- | ---------------- | ---------------- |
| Ryosuke Irie                                              | 100 m ryggsim              | 53,56   | 3 Q       | 53,29            | 2 Q              | 52,97            | 3                |
| Ryosuke Irie                                              | 200 m ryggsim              | 1.56,81 | 1 Q       | 1.55,68          | 2 Q              | 1.53,78          | 2                |
| Kazuki Watanabe                                           | 200 m ryggsim              | 1.58,17 | 5 Q       | 1.56,81          | 3 Q              | 1.57,03          | 6                |
| Ryo Tateishi                                              | 100 m bröstsim             | 59,86   | 4 Q       | 59,93            | 7                | Gick inte vidare | Gick inte vidare |
| Kosuke Kitajima                                           | 100 m bröstsim             | 59,63   | 2 Q       | 59,69            | 4 Q              | 59,79            | 5                |
| Kosuke Kitajima                                           | 200 m bröstsim             | 2.09,43 | 2 Q       | 2.09,03          | 4 Q              | 2.08,35          | 4                |
| Ryo Tateishi                                              | 200 m bröstsim             | 2.09,37 | 1 Q       | 2.09,13          | 3 Q              | 2.08,29          | 3                |
| Takuro Fujii                                              | 100 m fjäril               | 52,49   | 21        | Gick inte vidare | Gick inte vidare | Gick inte vidare | Gick inte vidare |
| Takeshi Matsuda                                           | 100 m fjäril               | 52,36   | 17        | Gick inte vidare | Gick inte vidare | Gick inte vidare | Gick inte vidare |
| Takeshi Matsuda                                           | 200 m fjäril               | 1.55,81 | 1 Q       | 1.54,25          | 1 Q              | 1.53,21          | 3                |
| Kazuya Kaneda                                             | 200 m fjäril               | 1.55,70 | 4 Q       | 1.55,56          | 6                | Gick inte vidare | Gick inte vidare |
| Ken Takakuwa                                              | 200 m medley               | 1.58,82 | 4 Q       | 1.58,31          | 4 Q              | 1.58,53          | 6                |
| Kosuke Hagino                                             | 200 m medley               | 1.58,22 | 1 Q       | 1.57,95          | 3 Q              | 1.57,35          | 5                |
| Kosuke Hagino                                             | 400 m medley               | 4.10,01 | 1 Q       | i.u.             | i.u.             | 4.08,94          | 3                |
| Yuya Horihata                                             | 400 m medley               | 4.13,09 | 5 Q       | i.u.             | i.u.             | 4.13,30          | 6                |
| Chiaki Ishibashi Yuki Kobori Takeshi Matsuda Sho Sotodate | 4x200 meter frisim Lagkapp | 7.11,74 | 5         | i.u.             | i.u.             | Gick inte vidare | Gick inte vidare |
| Takuro Fujii Ryosuke Irie Kosuke Kitajima Takeshi Matsuda | 4x100 meter medley Lagkapp | 3.33,64 | 2 Q       | i.u.             | i.u.             | 3.31,26          | 2                |
| Yasunari Hirai                                            | Maraton 10 km              | i.u.    | i.u.      | i.u.             | i.u.             | 1:51.20,1        | 15               |

## Skytte
Herrar
| Tävlande         | Gren                    | Kvalifikation | Kvalifikation | Final | Final |
| Tävlande         | Gren                    | Poäng         | Plats         | Poäng | Plats |
| ---------------- | ----------------------- | ------------- | ------------- | ----- | ----- |
| Tomoyuki Matsuda | 50 m pistol             |               |               |       |       |
| Midori Yajima    | 50 m gevär 3 positioner |               |               |       |       |
| Midori Yajima    | 50 m gevär liggande     |               |               |       |       |
| Midori Yajima    | 10 m luftgevär          |               |               |       |       |

Damer
| Tävlande       | Gren            | Kvalifikation | Kvalifikation | Final | Final |
| Tävlande       | Gren            | Poäng         | Plats         | Poäng | Plats |
| -------------- | --------------- | ------------- | ------------- | ----- | ----- |
| Yukari Konishi | 25 m pistol     |               |               |       |       |
| Yukari Konishi | 10 m luftpistol |               |               |       |       |
| Yukie Nakayama | Trap            |               |               |       |       |

## Taekwondo
| Tävlande       | Gren        | Åttondelsfinal          | Kvartsfinal            | Semifinal            | Återkval 1                | Återkval 2           | Final                | Final            |
| Tävlande       | Gren        | Motståndare Resultat    | Motståndare Resultat   | Motståndare Resultat | Motståndare Resultat      | Motståndare Resultat | Motståndare Resultat | Placering        |
| -------------- | ----------- | ----------------------- | ---------------------- | -------------------- | ------------------------- | -------------------- | -------------------- | ---------------- |
| Erika Kasahara | Damer 49 kg | Tona (PNG) W 12–0 PTG   | Wu Jy (CHN) L 0–14 PTG | Gick inte vidare     | Zamora (GUA) L 2–6        | Gick inte vidare     | Gick inte vidare     | Gick inte vidare |
| Mayu Hamada    | Damer 57 kg | Zaninović (CRO) W 14–11 | Jones (GBR) L 3–13     | Gick inte vidare     | Gladović (SRB) W 15–2 PTG | Harnois (FRA) L 8–12 | Gick inte vidare     | 5                |

## Tennis
| Tävlande               | Gren   | 32-delsfinal                            | 16-delsfinal                                  | 8-delsfinal                  | Kvartsfinal                     | Semifinal            | Final                | Final            |
| Tävlande               | Gren   | Motståndare Resultat                    | Motståndare Resultat                          | Motståndare Resultat         | Motståndare Resultat            | Motståndare Resultat | Motståndare Resultat | Placering        |
| ---------------------- | ------ | --------------------------------------- | --------------------------------------------- | ---------------------------- | ------------------------------- | -------------------- | -------------------- | ---------------- |
| Kei Nishikori          | Singel | Raonic (CAN) L 3–6, 4–6                 | Gick inte vidare                              | Gick inte vidare             | Gick inte vidare                | Gick inte vidare     | Gick inte vidare     | Gick inte vidare |
| Kei Nishikori          | Singel | Tomic (AUS) W 7–6, 7–6                  | Davydenko (RUS) W 4–6, 6–4, 6–1               | Ferrer (ESP) W 6–0, 3–6, 6–4 | del Potro (ARG) L 4–6, 6–7(4–7) | Gick inte vidare     | Gick inte vidare     | Gick inte vidare |
| Go Soeda               | Singel | Baghdatis (CYP) L 7–6(8–6) 6–7(5–7) 2–6 | Gick inte vidare                              | Gick inte vidare             | Gick inte vidare                | Gick inte vidare     | Gick inte vidare     | Gick inte vidare |
| Kei Nishikori Go Soeda |        |                                         |                                               |                              |                                 |                      |                      |                  |
| Kei Nishikori Go Soeda | Dubbel | i.u.                                    | Federer / Wawrinka (SUI) L 7–6(7–5), 4–6, 4–6 | Gick inte vidare             | Gick inte vidare                | Gick inte vidare     | Gick inte vidare     | Gick inte vidare |

## Triathlon
Japan kvalificerade två herrar och tre damer.
| Tävlande         | Gren                | Simning (1,5 km) | Trans 1 | Cykling (40 km) | Trans 2 | Löpning (10 km) | Totalt  | Placering |
| ---------------- | ------------------- | ---------------- | ------- | --------------- | ------- | --------------- | ------- | --------- |
| Yuichi Hosoda    | Herrarnas triathlon | 18:06            | 0:43    | 59:37           | 0:31    | 32:43           | 1:51:40 | 43        |
| Hirokatsu Tayama | Herrarnas triathlon | 17:24            | 0:44    | 58:45           | 0:34    | 31:57           | 1:49:24 | 20        |
| Mariko Adachi    | Damernas triathlon  | 18:25            | 0:44    | 1:06:29         | 0:35    | 35:51           | 2:02:04 | 14        |
| Juri Ide         | Damernas triathlon  | 19:46            | 0:43    | 1:06:56         | 0:35    | 36:43           | 2:04:43 | 34        |
| Ai Ueda          | Damernas triathlon  | 20:48            | 0:45    | 1:09:42         | 0:31    | 34:48           | 2:06:34 | 39        |

## Tyngdlyftning
Japan har kvalificerat en herre och fyra damer.
| Tävlande        | Gren          | Ryck     | Ryck      | Stöt     | Stöt      | Totalt | Placering |
| Tävlande        | Gren          | Resultat | Placering | Resultat | Placering | Totalt | Placering |
| --------------- | ------------- | -------- | --------- | -------- | --------- | ------ | --------- |
| Kazuo Ota       | Herrar 105 kg |          |           |          |           |        |           |
| Hiromi Miyake   | Damer 48 kg   |          |           |          |           |        |           |
| Honami Mizuochi | Damer 48 kg   |          |           |          |           |        |           |
| Kanae Yagi      | Damer 53 kg   |          |           |          |           |        |           |
| Asami Shimamoto | Damer 75 kg   |          |           |          |           |        |           |